# Mariestad–Kinnekulle Järnväg
Mariestad–Kinnekulle Järnväg (MKJ) var en smalspårig järnväg mellan Mariestad och Gössäter i Skaraborgs län. Sträckan Mariestad–Forshem är ombyggd till normalspår och ingår i nuvarande Kinnekullebanan.

## Historik
När den smalspåriga Skara–Kinnekulle–Vänerns Järnväg (SKWJ) var färdig till Gössäter 1887 och den smalspåriga Mariestad–Moholms Järnväg (MMJ) redan fanns i Mariestad så ville orterna mellan Mariestad och Gössäter och också få en järnvägsförbindelse. Det var också viktigt att få en direkt snabbare förbindelse mellan Skara–Mariestad utan att behöva färdas via Västra stambanan. Sträckan fick koncessionen 1887 och bolaget, med ett aktiekapital på 333000 kr och ett lån på 305000 kr, bildades 1888. Banan öppnades för trafik den 19 december 1889.
MKJ och MMJ samarbetade från början  med drift och underhåll. Det fanns trafiksamarbete mellan MKJ, MMJ och SKWJ med genomgående tåg mellan Skara och Moholm vid Västra stambanan.
SKWJ köptes av Västergötland–Göteborgs Järnvägar (VGJ) 1904. Detta ledde till en diskussion om köp av MKJ istället för att medverka vid byggandet av en ny järnväg Skara-Timmersdala-Mariestad för få en förbindelse Göteborg-Mariestad under en förvaltning. VGJ köpte MKJ 1908 för 445000 kr, bolaget MKJ upphörde och bana med fordon uppgick i VGJ. VGJ byggde förlängningen från Mariestad till Gårdsjö vid Västra stambana 1910.
Som en del av VGJ köptes banan av svenska staten 1948 och uppgick i Statens Järnvägars (SJ) organisation. Bandelen Mariestad–Forshem blev ombyggd av SJ till normalspår 1962 och ingår i nuvarande Kinnekullebanan. Forshem–Gössäter blev nedlagd av SJ 1970 och är uppriven. Delar av banvallen är åter åkermark.

## Bildgalleri

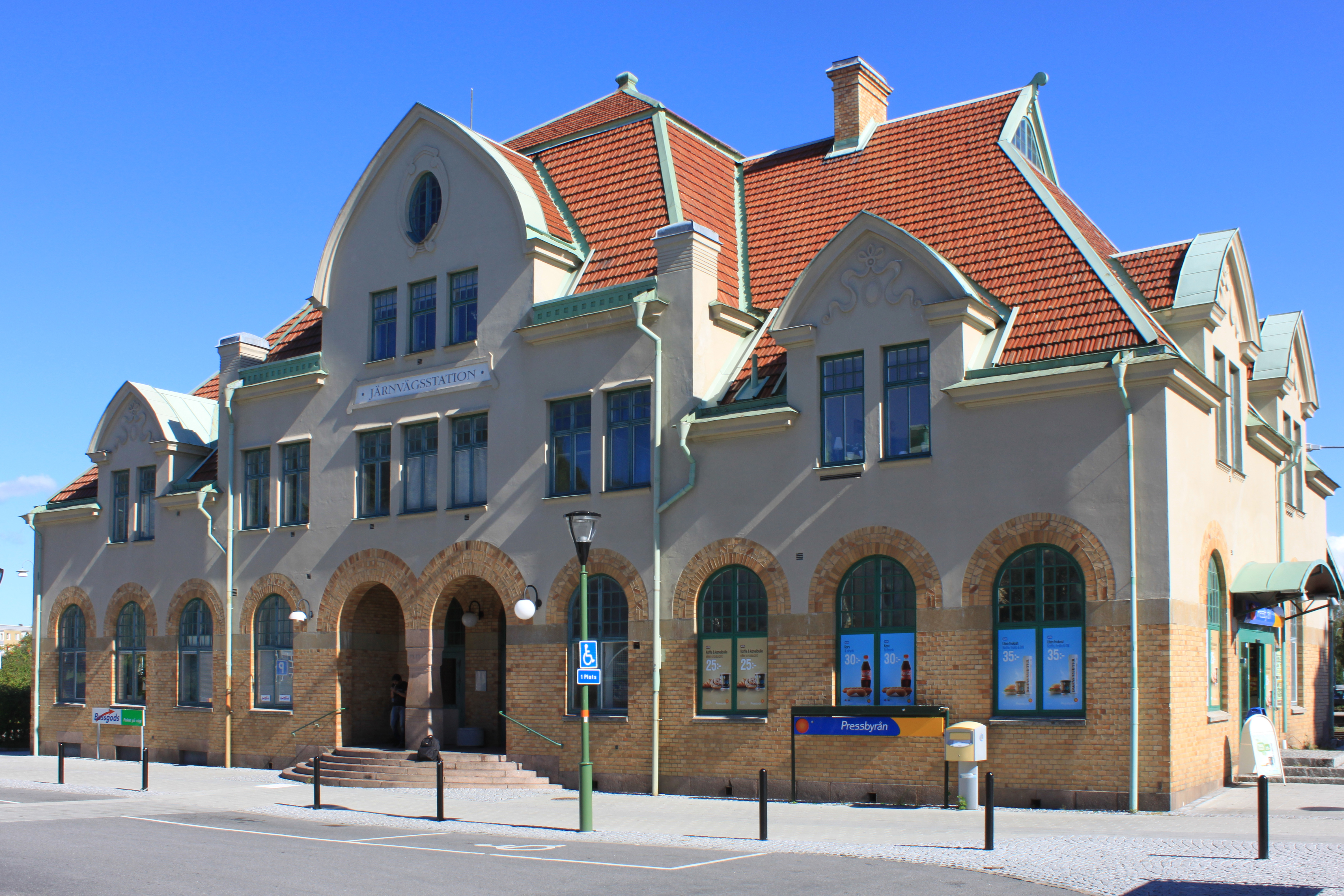
Mariestads station
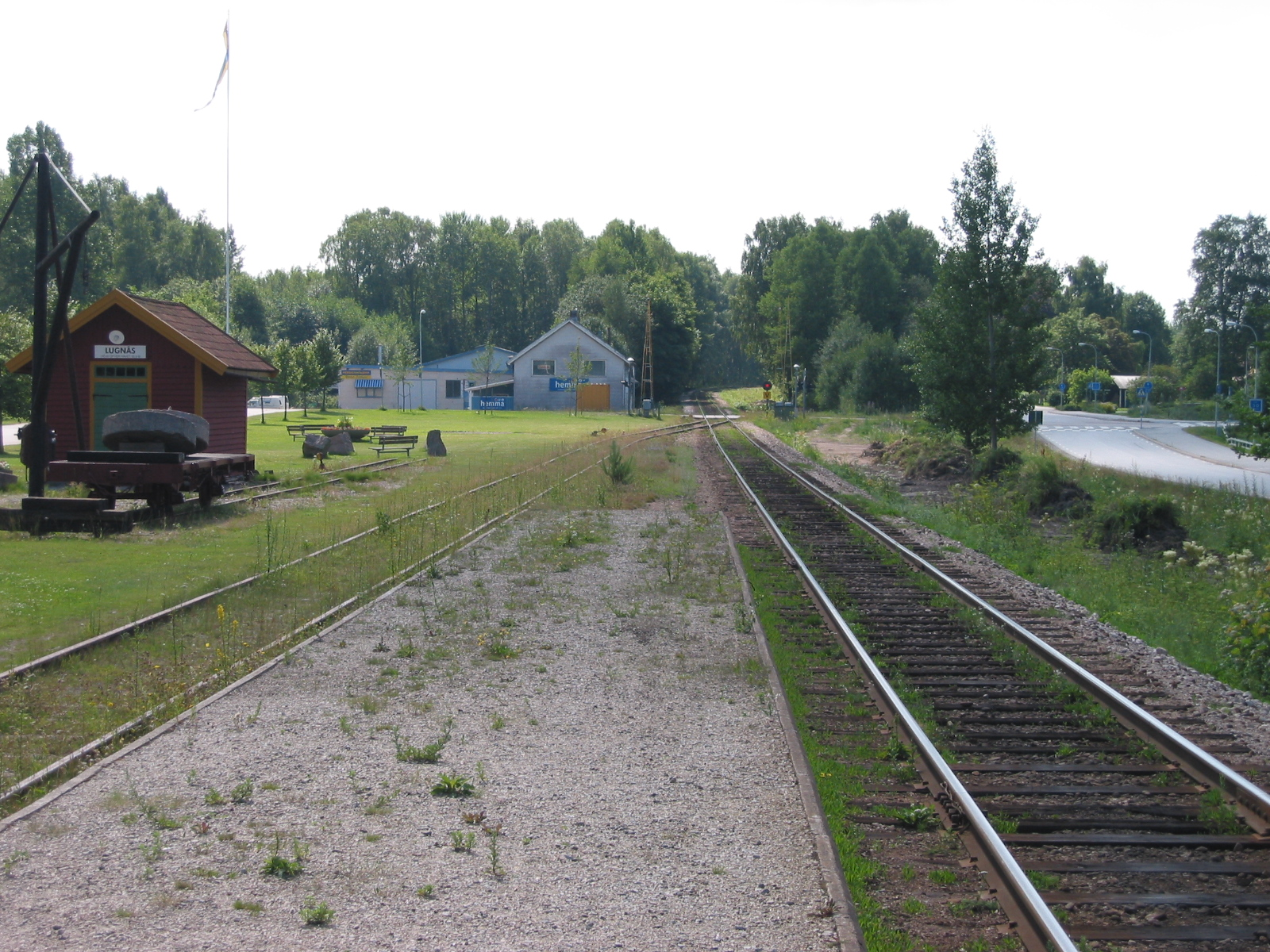
Lugnås station
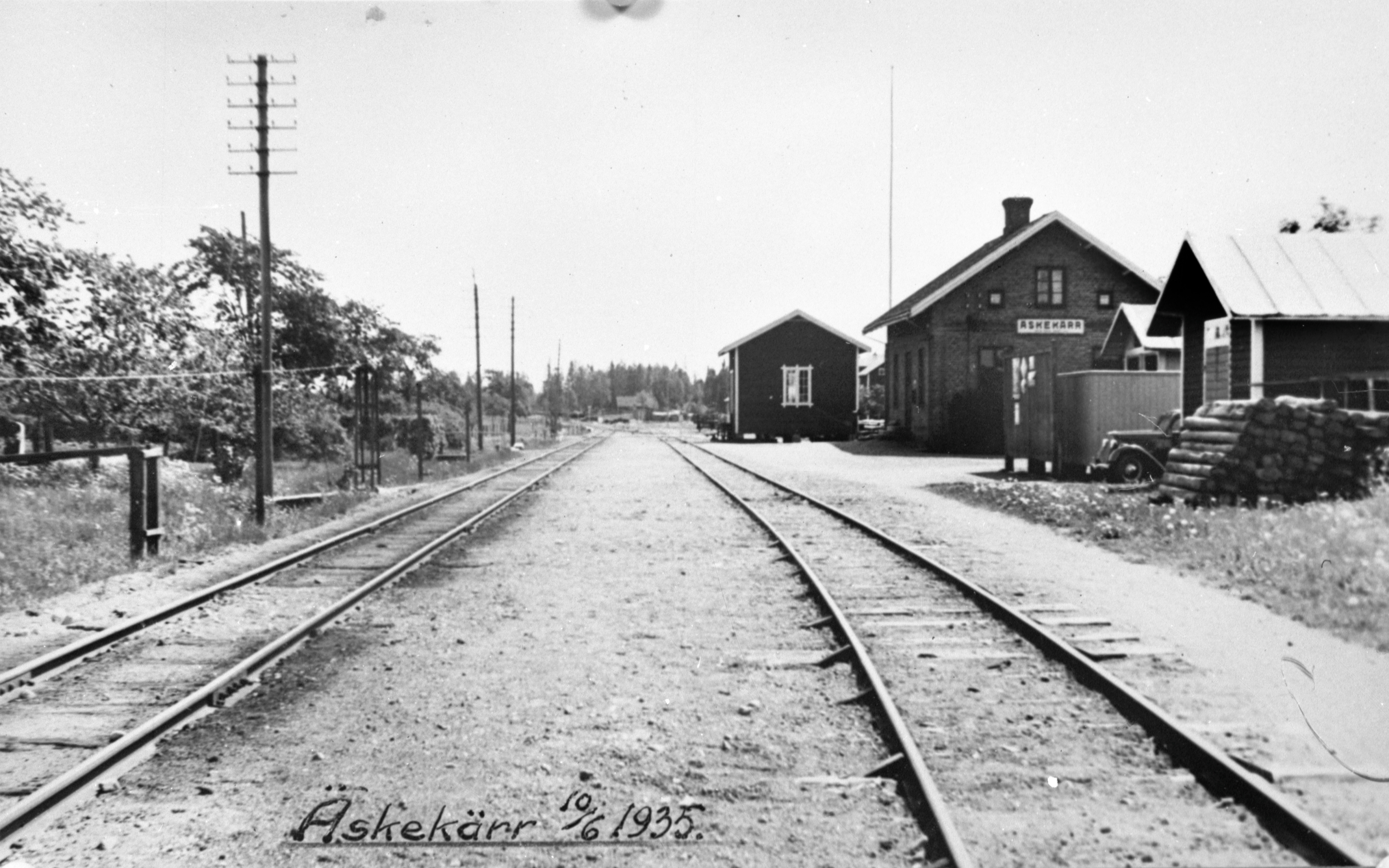
Äskekärrs station
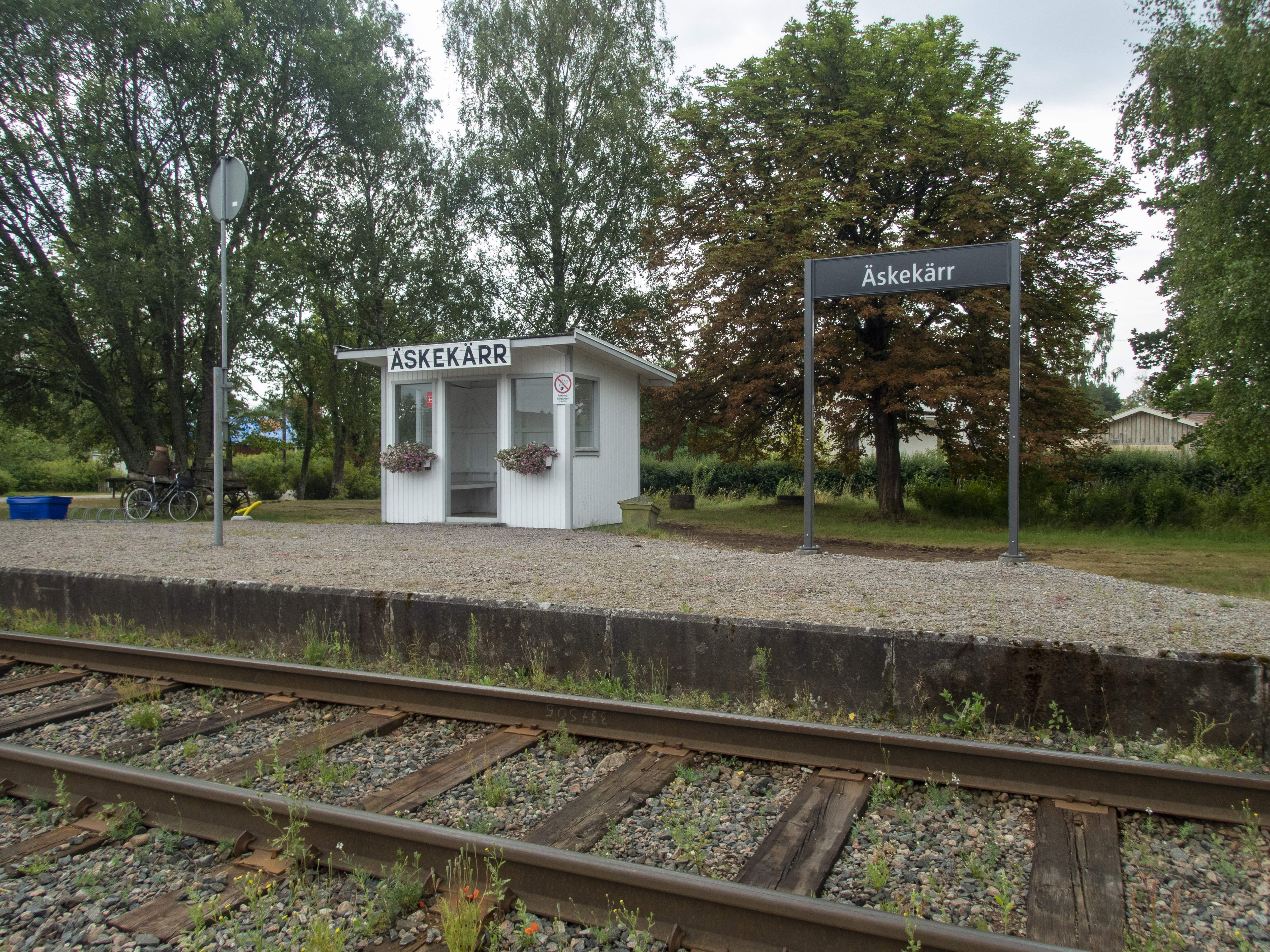
Äskekärrs hållplats
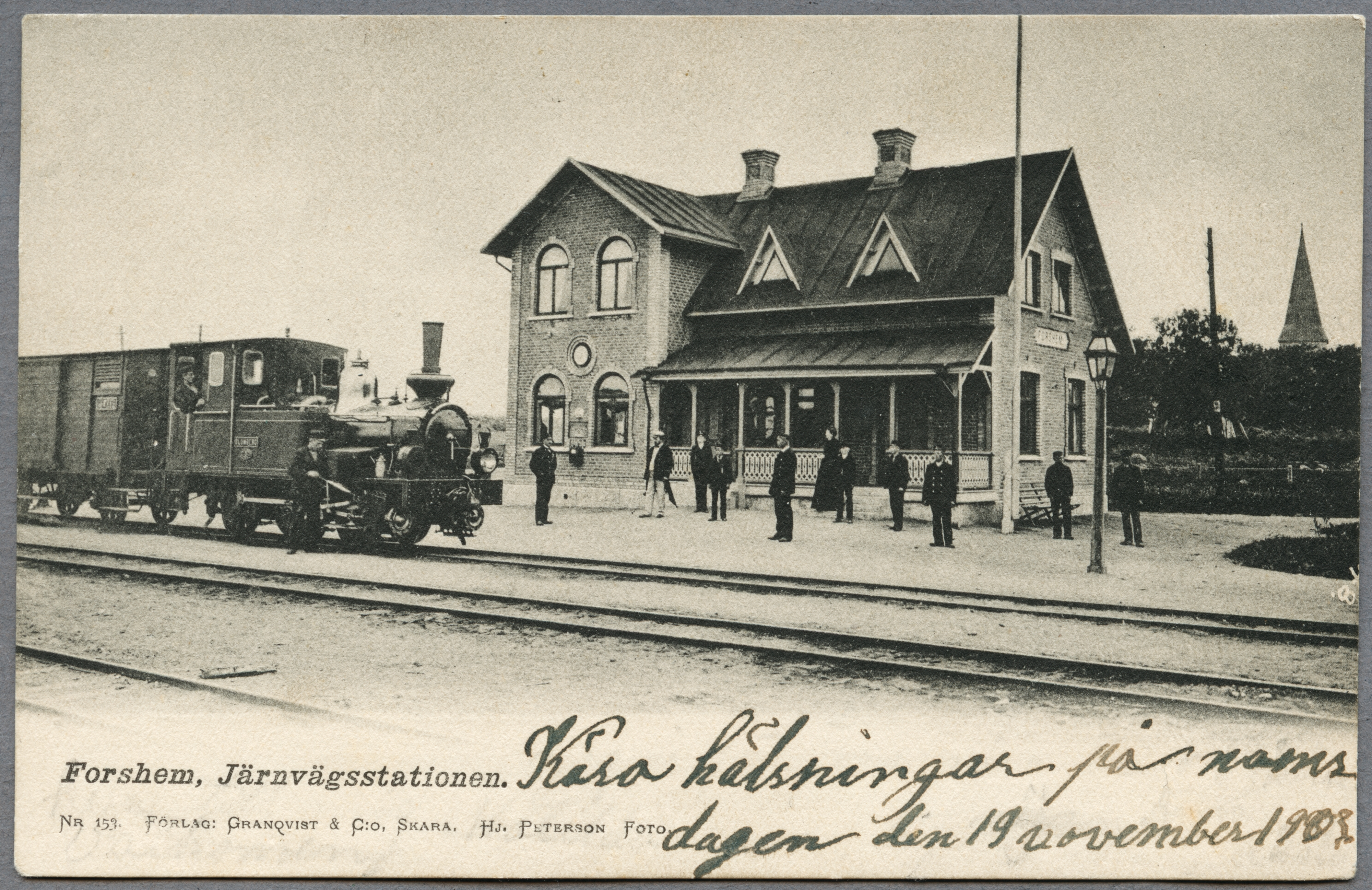
Forshems station, 1903